# Rhopalocranellus festae
Rhopalocranellus festae – gatunek kosarza z podrzędu Laniatores i rodziny Manaosbiidae. Jedyny znany przedstawiciel monotypowego rodzaju Rhopalocranellus.

## Występowanie
Gatunek wykazany z Ekwadoru.